# Josef Orth
Josef Orth (1916. május 20. – ?) csehszlovák válogatott cseh labdarúgó, hátvéd.

## Pályafutása

### Klubcsapatban
A Slovan Bratislava labdarúgója volt az 1930-as évek végén.

### A válogatottban
Tagja volt az 1938-as franciaországi világbajnokságon részt vevő csapatnak, de sem a tornán, sem később a válogatottban nem lépett pályára.